# Ruth Gipps
Ruth Dorothy Louisa Gipps, MBE (20 de febrer de 1921 - 23 de febrer de 1999) fou una compositora, oboista, pianista, directora d'orquestra i professora de música anglesa. Era una de les compositores més prolífiques de la Gran Bretanya en el moment de la seva mort, i va escriure cinc simfonies, set concerts i nombroses obres de cambra i coral. Va fundar la London Repertoire Orchestra i la Chanticleer Orchestra i va exercir com a directora i directora musical per al cor de la ciutat de Birmingham. Posteriorment va exercir de presidenta del Gremi de compositors de la Gran Bretanya.

## Biografia
Filla d'un violinista britànic i una professora de piano suïssa era considerada una nena prodigi. Als quatre anys va aparèixer com a jove pianista al London Hall Grotrian. Va compondre la seva primera obra, que va ser publicada, quan tenia només vuit anys. Als 15 anys, va passar la prova d'accés al Royal College of Music de Londres, on va ingressar el gener de 1937. Allà va estudiar composició amb Reginald Owen Morris, Gordon Jacob i Ralph Vaughan Williams, oboè amb Leon Goossens i piano amb Arthur Alexander i, més tard, amb Tobias Matthay. Va continuar els estudis A la Universitat de Durham i s'hi va graduar el 1941. El seu avenç compositiu va arribar el 1942 amb el poema orquestral Knight in Armour sota el mestratge de Henry Wood a The Proms i finalment el 1946 amb la Segona Simfonia, op. 30.
A més de la seva carrera com a compositora, va estar constantment activa com a solista instrumental - com a pianista, oboista i solista de corn anglès. El 1944 es va convertir en oboista a l'Orquestra Simfònica de Birmingham. En un panorama musical dominat per homes, va trobar diverses vegades reserves, tot i que va ser descrita pels contemporanis com un músic assertiu, discutible. A més, com a compositora, va rebutjar obertament l'atonalisme, el dodecafonisme i el serialisme i, amb aquesta actitud, va entrar en conflicte cada cop més amb el modernisme de la postguerra, que marcava el to en aquell moment. El febrer de 1948, als 27 anys, va completar la tesi doctoral a la Universitat de Durham, es va convertir en directora del cor de la ciutat de Birmingham el mateix any, i el 1949 el va acabar un altre èxit de públic, amb l'estrena del seu Concert de piano op. 34.
A causa de problemes al canell, va acabar la seva carrera com a solista el 1954 i des de llavors va treballar exclusivament com a compositora i directora d'orquestra. Tot i això, se li va negar el càrrec de directora d'una gran orquestra. La direcció d'orquestra, com després va escriure en la seva autobiografia, en aquell moment encara semblava «impensable» per a les dones, era considerada «gairebé indecent». Així, el 1955 va fundar la seva pròpia orquestra, la London Repertoire Orchestra, per a joves músics i el 1961 la Chanticleer Orchestra, un conjunt professional que interpretava regularment obres de contemporanis i va fer debutar solistes com ara Iona Brown i Julian Lloyd Webber. A més, va impartir classes a Londres, com a professora del 1959 al 1966 al Trinity College of Music, i del 1967 al 1977 al Royal College of Music i més tard com a professora el 1979 a la Politècnica de Kingston.
Va escriure cinc simfonies, que considerava la seva obra principal, altres obres orquestrals, concerts, cambra, cor, música per a piano i cançons. Per sobre de tot, les seves simfonies mostren influències de Ralph Vaughan Williams, Arnold Bax, Edward Elgar i Gustav Holst. Estilísticament, destaca amb melodies de la tradició britànica tardana i el postromanticisme.
En jubilar-se, Gipps va tornar a Sussex, i va viure a Tickerage Castle, prop de Framfield, fins a la seva mort el 1999, amb 78 anys, després de patir els efectes del càncer i un ictus.

## Obres (selecció)
- The Fairy Shoemaker (primera composició publicada, 1929)
- Mazeppa's Ride op. 1 per a cor femení i orquestra (1937)
- Variations on Byrd's "Non Nobis" op. 7 per a petita orquestra (1939)
- Knight in Armour op. 8 per a orquestra (1940)
- Sea Nymph op. 14, música de ballet per a petita orquestra (1941)
- Jane Grey Fantasy op. 15 per a viola i conjunt de corde (1941)
- Quintet op. 16 per a oboè, clarinet i trio de corda (1941)
- Brocade op. 17 per a quartet de piano (1941)
- Rhapsody op. 18 sense paraules per a soprano i petita orquestra (1941)
- Concert per a oboè op. 20 (1941)
- Simfonia núm. 1 en fa menor, op. 22 (1942)
- Concert per a violí op. 24 (1943)
- Death on the Pale Horse op. 25 per a orquestra (1943)
- Simfonia núm 2 op. 30 (1945)
- The Cat op. 32, cantat per a contralt, baríton, cor i orquestra (1947)
- Concert per a piano op. 34 (1948)
- Goblin Market op. 40, per a 2 sopranos, cor femení i orquestra de corda (o piano), (1953)
- Concert per a violí, viola i petita orquestra op. 49 (1957)
- Simfonia núm. 3, op. 57 (1965)
- Concert per a trompa op. 58 (1968)
- Simfonia núm. 4, op. 61 (1972)
- Simfonia núm. 5, op. 64 (1982)
- Ambarvalia op. 70 per a petita orquestra (1988)
- Sinfonietta op.73 per a deu instruments de vent i tam-tam (1989)
- Cool Running Water op. 77 per a flauta baixa i piano (1991)